# زنان در اتریش
موقعیت حقوقی زنان در اتریش از اواسط دهه ۱۹۷۰ بهبود یافته‌است. با توجه به حقوق زنان، اولویت در اتریش به جای داشتن حقوق برابر، بر رفتار برابر با هر دو جنس است؛ بنابراین، زنان اتریشی از تلاش دولتشان برای جبران نابرابری‌های جنسیتی خاص سود می‌برند. با این حال، مفهوم نقش‌های سنتی، تحت تأثیر مذهب کاتولیک رومی در اتریش، هنوز در جامعه اتریش رایج است.

## رای
اولین تلاش‌ها برای بهبود مشارکت سیاسی زنان در طول انقلاب ۱۸۴۸ توسط انجمن زنان دموکراتیک وین انجام شد، اما عمر این انجمن کوتاه مدت بود.
مبارزه برای حق رای دوباره با تشکیل انجمن عمومی زنان اتریش در سال ۱۸۹۳ آغاز شد.
حق رای زنان در سال ۱۹۱۹ پس از فروپاشی سلطنت هابسبورگ به زنان داده شد.

## ازدواج
مانند سایر کشورهای اروپایی، ازدواج به‌طور سنتی بر اساس اختیارات قانونی شوهر بر زن بود. تا اواخر دهه ۱۹۷۰، آزادی زنان متأهل به‌طور قانونی محدود بود. اتریش تجاوز جنسی زناشویی را در سال ۱۹۸۹ غیرقانونی اعلام کرد. اتریش یکی از آخرین کشورهای غربی بود که زنا را در سال ۱۹۹۷ جرم زدایی کرد. در سال ۲۰۰۴ تجاوز زناشویی به یک جرم دولتی تبدیل شد، به این معنی که می‌توان آن را حتی در صورت عدم شکایت همسر، با رویه‌هایی شبیه به تجاوز جنسی به افراد غریبه، توسط دولت تحت پیگرد قانونی قرار داد.
در سال‌های اخیر، روش‌های جدیدی برای زندگی پدیدار شده‌است، با افزایش زندگی مشترک مجردان جوانان بیشتری روش‌های سنتی را زیر سؤال می‌برند. در مطالعه ارزش‌های اروپایی (EVS) در سال ۲۰۰۸، درصد پاسخ‌دهندگان اتریشی که با این ادعا موافق بودند که «ازدواج یک نهاد منسوخ است» ۳۰٫۵٪ بود و تا سال ۲۰۱۲، ۴۱٫۵٪ از کودکان خارج از ازدواج متولد شدند. نرخ باروری کل ۱٫۴۶ کودک/زن (تا سال ۲۰۱۵)، است که کمتر از نرخ جایگزینی ۲٫۱ درصد است.

## کار
اکثر زنان در اتریش شاغل هستند، اما بسیاری از آنها به صورت پاره وقت کار می‌کنند. در اتحادیه اروپا، تنها هلند زنان بیشتری دارد که پاره وقت کار می‌کنند. مانند سایر مناطق آلمانی زبان اروپا، هنجارهای اجتماعی در مورد نقش‌های جنسیتی کاملاً محافظه کارانه هستند. در سال ۲۰۱۱، خوزه مانوئل باروسو، رئیس وقت کمیسیون اروپا بیان کرد: «آلمان، و همچنین اتریش و هلند، باید به نمونه کشورهای شمالی نگاه کنند. و جویندگان کار با مهارت پایین وارد نیروی کار شوند».
در اوایل دهه ۱۹۹۰، بیشتر ترافیک عابران پیاده و حمل و نقل عمومی در وین توسط زنان تشکیل می‌شد. ایوا کیل نمایشگاه «Who Owns Space Public – زندگی روزمره زنان در شهر» را در سال ۱۹۹۱ سازماندهی کرد. این نمایشگاه، همراه با یک نظرسنجی در سال ۱۹۹۹ که توسط اداره زنان شهر انجام شد، نشان داد که زنان، به‌طور کلی، مقصدهای متنوع تری دارند و بیش از مردان در شهر به اقدامات ایمنی در سفر نیاز دارند. این موارد منجر به تغییر در برنامه‌ریزی شهری وین شد. برخی از تغییرات اعمال شده توسط شهر شامل تعریض پیاده‌روها و افزودن پل‌های روگذر عابر پیاده در مناطق خاص است.

## زیرساخت
وین پروژه Frauen-Werk-Stadt را آغاز کرد، پروژه ای برای تولید مجتمع‌های مسکونی است که توسط معماران زن به‌طور خاص برای پاسخگویی به نیازهای زنان طراحی شده‌است. این مجتمع‌ها به راحتی به وسایل حمل و نقل عمومی و همچنین امکانات موجود در سایت مانند مهدکودک‌ها و داروخانه‌ها دسترسی دارند. پس از موفقیت وین در اجرای این طرح تلاش‌های مشابهی با تأکید فراوان بر کمک به زنان انجام شد.
تغییرات زیرساختی باعث افزایش قابل توجه ترافیک عابران پیاده شد. در نتیجه، خیابان‌ها مملو از شاهدان جنایات احتمالی بود. این امر باعث کاهش میزان جرایم جزئی ارتکابی در فضاهای عمومی شد.
لیندا مک داول استدلال کرد که چنین تلاش‌هایی نتیجه معکوس دارند و در جهت تعمیق مبارزات طبقاتی موجود در مکان‌هایی مانند وین عمل می‌کنند. بحث اصلی مک داول این است که این تلاش‌ها به اندازه کافی دقیق نبودند تا هم حقوق زنان و هم فقر را در نظر بگیرند.